# Fufius ecuadorensis
Fufius ecuadorensis är en spindelart som först beskrevs av Simon 1892.  Fufius ecuadorensis ingår i släktet Fufius och familjen Cyrtaucheniidae.
Artens utbredningsområde är Ecuador. Inga underarter finns listade i Catalogue of Life.